# Kim Na-young (cantante)
Kim Na-young (Corea del Sur, 31 de diciembre de 1991) es una cantante surcoreana, conocida principalmente por una de sus canciones que llegó a estar por varios días en la lista Melon, en la víspera de año nuevo de 2015.

## Carrera
Debutó como cantante en el año 2012, en la ruta de espectáculos callejeros en el área de Hongdae, desde donde un vídeo suyo interpretando una canción en una fría noche de invierno se hizo viral, logrando atraer más de 1 millón de visitas.
Tuvo un par de participaciones en televisión y fue concursante en el programa de Mnet Superstar K en 2013, pero no llegó a ser finalista. Debido a esa exposición, sus habilidades de canto se hicieron notar en la industria del K-pop y realizó un sencillo para el OST de un drama coreano en 2014.
Na-young obtuvo popularidad a través de los medios de comunicación social en la Víspera de Año Nuevo de 2015, cuando su sencillo "What If It Was Going" remató las listas de música Melón, el sitio de transmisión de música más importante de Corea del Sur, manteniéndose en el primer lugar durante cinco días, y los puntos más altos en otros populares sitios de streaming.
Ha participado en varias bandas sonoras de dramas, incluyendo aquellos para La Chica Que Ve Olores, Mermelada de Naranja y Goma de mascar. En marzo de 2016 junto al rapero Mad Clown realizó como colaboración el OST "Once Again" para Descendientes del sol.

## Discografía

### Álbum de estudio
- From The Heart (2016)

### Sencillos
| Título                 | Año  | Posición en las listas | ventas          | Álbum              |
| Título                 | Año  | KOR Gaon               | ventas          | Álbum              |
| ---------------------- | ---- | ---------------------- | --------------- | ------------------ |
| "Sometimes I..."       | 2014 | 32                     | - KOR: —        | From the Heart     |
| "As You Told Me"       | 2014 | 42                     | - KOR: —        | From the Heart     |
| "Never"                | 2015 | 108                    | - KOR: —        | From the Heart     |
| "Believe Me"           | 2015 | 163                    | - KOR: —        | Sencillo sin álbum |
| "What If It Was Going" | 2015 | 1                      | - KOR: 615,778+ | From the Heart     |
| "Watch Memories"       | 2016 | 25                     | - KOR: 93,546+  | From the Heart     |
| "No Blame"             | 2016 | 60                     | - KOR: 33,340+  | Sencillo sin álbum |
| "Being An Adult"       | 2017 | 40                     | - KOR: 58,811+  |                    |
| "But I Must"           | 2017 | 24                     | - KOR: 261,524+ |                    |
| "miss u"               | 2017 | TBA                    | TBA             |                    |

### Otras canciones
| Título  | Año  | Posición en las listas | Ventas         | Álbum          |
| Título  | Año  | KOR Gaon               | Ventas         | Álbum          |
| ------- | ---- | ---------------------- | -------------- | -------------- |
| "I See" | 2016 | 99                     | - KOR: 22,025+ | From the Heart |

### Colaboraciones
| Título                                                                            | Año  | Posición en las listas | Ventas         | Álbum                                      |
| Título                                                                            | Año  | KOR Gaon               | Ventas         | Álbum                                      |
| --------------------------------------------------------------------------------- | ---- | ---------------------- | -------------- | ------------------------------------------ |
| "Alone" (Jung Key feat Kim Na-young)                                              | 2012 | —                      | —              | Break Up                                   |
| "Mama" (Jung Key feat Kim Na-young, Koo Yoon-hoe, Shin Jong-wook and Han Ye-seul) | 2013 | —                      | —              | Mama                                       |
| "Street Life" (with Jang Won-ki)                                                  | 2013 | —                      | —              | Super Star K5 Kim Na-young Vs. Jang Won-ki |
| "Around this time" (MJ feat Kim Na-young)                                         | 2013 | —                      | —              | Around this time                           |
| "겨울이 지나고 봄이 오듯이" (Kim Na-young with MJ)                                | 2014 | —                      | —              | Rocketan Collabo Vol. 3                    |
| "I Go to Meet You" (Sentimental Robot feat Kim Na-young and Two Piano)            | 2014 | —                      | —              |                                            |
| "Unknown Farewell" (Fly To The Sky feat Kim Na-young)                             | 2014 | —                      | —              | Continuum                                  |
| "Missile" (Kim Na-young with Tricky)                                              | 2014 | —                      | —              | I'm Sorry                                  |
| "I'm Sorry" (Kim Na-young with Tricky and Shin Jong-wook)                         | 2014 | —                      | —              | I'm Sorry                                  |
| "Unfinished Story" (Vasco feat Kim Na-young)                                      | 2014 | —                      | —              | Show Me the Money 3 Part. 5                |
| "Got Your Back" (Swings feat Kim Na-young)                                        | 2014 | —                      | —              | Vintage Swings                             |
| "Tears" (Kim Na-young with Monday Kiz)                                            | 2017 | 35                     | - KOR: 42,548+ |                                            |
| "Love Sick" (F.T. Island with Kim Na-young)                                       | 2017 | 18                     | - KOR: 68,049+ | Over 10 Years                              |

### Bandas sonoras
| Título                                        | Año  | Posición en las listas | ventas               | Álbum                                       |
| Título                                        | Año  | KOR Gaon               | ventas               | Álbum                                       |
| --------------------------------------------- | ---- | ---------------------- | -------------------- | ------------------------------------------- |
| "You Let Me Go With a Smile" (con Lee Eun-ha) | 2014 | —                      | —                    | Trot Lovers OST Parte. 3                    |
| "Hope And Hope"                               | 2014 | —                      | —                    | Marriage, Not Dating OST Parte. 4           |
| "Ordinary Farewell" (con Song Yoo-bin)        | 2015 | —                      | —                    | The Girl Who Sees Smells OST Parte. 9       |
| "If I Did"                                    | 2015 | —                      | —                    | Orange Marmalade OST Parte. 6               |
| "To Me, You"                                  | 2015 | —                      | —                    | Bubble Gum OST Parte. 3                     |
| "Once Again" (con Mad Clown)                  | 2016 | 2                      | - KOR (DL): 813,800+ | Descendants of the Sun OST Parte. 5         |
| "Say Goodbye (My Heart Speaks)"               | 2016 | 28                     | - KOR (DL): 150,245+ | Uncontrollably Fond OST Parte. 3            |
| "I'm OK"                                      | 2017 | —                      | —                    | The Emperor: Owner of the Mask OST Parte. 6 |
| "Maze"                                        | 2017 | 49                     | - KOR (DL): 58,717+  | While You Were Sleeping OST Parte. 8        |
| "The Package" (with DinDin)                   | 2017 | —                      | —                    | The Package OST Parte. 6                    |

## Filmografía

### Programas de variedades
- 2021: King of Mask Singer - concursó como "Brother's Wife" (ep. #293-294)

## Premios y nominaciones
| Año  | Premio                   | Categoría              | Trabajo                                                        | Resultado |
| ---- | ------------------------ | ---------------------- | -------------------------------------------------------------- | --------- |
| 2018 | Best Original Soundtrack | 11th Korea Drama Award | "Because I Only See You" de "What's Wrong With Secretary Kim?" | Nominada  |